# Illana Weizman
Pour les articles homonymes, voir Weizman.
Illana Weizman est une sociologue, autrice et militante féministe franco-israélienne. Elle est la co-créatrice du hashtag #MonPostPartum qui dénonce les tabous entourant cette période.

## Biographie
Illana Weizman, née Attali, naît et grandit en Île-de-France. Elle étudie la communication, le droit et la sociologie avant de déménager en Israël. Installée depuis le début des années 2010 à Tel Aviv, elle est doctorante en sociologie. Elle prépare une thèse ayant pour titre « L’identité des Juifs français dans le monde digital : une cartographie de Facebook et un cas d’étude de deux groupes ».
Militante féministe, elle est notamment la fondatrice du groupe israélien de colleuses de rues HaStickeriot avec Morgane Koresh. En 2020, elle prend part aux manifestations en soutien à une adolescente violée à Eilat par une trentaine d'hommes.

### #MonPostPartum
En février 2020, en réaction à la censure d'une publicité sur des produits adaptés au post-partum de la marque Frida Mom, lors de la soirée des Oscars, Illana Weizman et trois autres mères militantes féministes, Morgane Koresh, Ayla Saura et Masha Sacré, lancent le hashtag #MonPostPartum. Elles témoignent sur les réseaux sociaux de leur quotidien en post-partum, notamment de la dépression et des tabous qui continuent d'accompagner cette période. En vingt-quatre heures, plus de 10 000 personnes racontent la manière dont elles ont vécu les semaines post accouchement. Illana Weizman souhaite que des moyens soient déployés pour que les politiques publiques en matière de santé permettent le suivi des personnes ayant accouché,,.
En janvier 2021, elle publie l'ouvrage Ceci est notre post-partum, qui analyse toutes les injonctions patriarcales associées à cette période de la vie.
En octobre 2022, elle publie l'ouvrage Des Blancs comme les autres? Les Juifs, angle mort de l'antiracisme dans lequel elle pose cette question : « L’antisémitisme est un racisme, mais pourquoi n’est-il pas considéré comme tel au sein des luttes antiracistes ? » Elle appelle à la convergence des luttes antiracistes et rappelle avec Frantz Fanon : « Quand vous entendez dire du mal des juifs, dressez l’oreille : on parle de vous. »

## Ouvrage
- Illana Weizman, Des Blancs comme les autres ? : Les Juifs, angle mort de l'antiracisme, Paris, Stock, 2022 (EAN 9782234092365).
- Illana Weizman, Ceci est notre post-partum : Défaire les mythes et les tabous pour s'émanciper, Paris, Marabout, 2021 (ISBN 978-2-501-16239-5, lire en ligne)
- Illana Weizman, Gabrielle Richard, Julia Kerninon, Camille Abbey, Claire Tran, Anne-Sophie Brasme, Elodie Font, Renée Greusard, Guylaine Moi (Illustrations), Mères sans filtre, Paris, Solar Editions, 2023  (ISBN 978-2263182457)